# Hogesnelheidslijn Interconnexion Est
De LGV Interconnexion Est is een Franse hogesnelheidslijn die de LGV Nord, LGV Est, LGV Sud-Est en LGV Atlantique verbindt door de voorsteden van Parijs. De maximale lijnsnelheid is 300 km/h.
- De LGV Nord vertrekt vanuit de Gare du Nord sinds 1993 en wordt gebruikt door de Eurostar naar Londen, België, Nederland en Duitsland, en door de TGV Nord-diensten naar het Franse noorden.
- De LGV Est vertrekt vanuit de Gare de l'Est en verbindt in het TGV-aanbod sinds 2007 Parijs met Straatsburg en Metz - Saarbrücken.
- De LGV Sud-Est vertrekt sinds 1983 vanuit Gare de Lyon en verbindt in het TGV-aanbod sindsdien niet enkel Lyon maar ook vele andere Franse bestemmingen, Zwitserse bestemmingen, Marseille en Italiaanse bestemmingen en Perpignan en Spaanse bestemmingen.
- De LGV Atlantique vertrekt sinds 1989 vanuit de Gare Montparnasse voor de TGV-lijnen van de SNCF in de richting van Bretagne, de kust van de Atlantische Oceaan en het zuidwesten van Frankrijk.

Er waren echter geen mogelijkheden om aan een gewenste snelheid en met de nodige beschikbaarheid op de verbindende spoorlijnen treindiensten uit te tekenen die voorbij Parijs raakten. Dit verantwoordde de aanleg van een LGV Interconnexion die de aanduiding Est kreeg omdat de lijn het noorden van Parijs met het zuiden van Parijs verbindt ten oosten van de stad.
De lijn werd geopend vanaf 1994, en bestaat uit de volgende deeltrajecten:
- De Raccordement d'interconnexion nord-sud (LGV) afgewerkt in 1994 die van aan de aftakking op de LGV Nord in Vémars in een oostelijke boog rond de Franse hoofdstad (met een aftakking naar de LGV Est in Messy) aansluit op de LGV Sud-Est bij Moisenay. Op dit deeltraject bevinden zich de stations Aéroport Charles-de-Gaulle 2 TGV en Marne-la-Vallée - Chessy.
- De Spoorlijn Villeneuve-Saint-Georges - aansluiting Moisenay (LGV) afgewerkt in 1996 die van de LGV Atlantique even voorbij Massy TGV ten zuiden van Parijs afbuigt naar het tracé van de Grande ceinture van Parijs en dan via de aftakking van Valenton de verbinding maakt met de Raccordement d'interconnexion nord-sud bij Coubert en met de LGV Sud-Est bij Moisenay.